# District de Buxar
Le district de Buxar est un district de l'état du Bihar, en Inde.

## Géographie
Au recensement de 2011, sa population compte 1 700 000 habitants.
Son chef-lieu est la ville de Buxar. 